# Detlev von Arnim-Kröchlendorff

Detlev von Arnim-Kröchlendorff

Hans Detlev Abraham Otto von Arnim (-Kröchlendorff) (* 15. September 1878 in Berlin; † 1. Februar 1947 ebenda) war ein deutscher Gutsbesitzer, Politiker und evangelischer Kirchenführer.

## Leben
Er war der Sohn des preußischen Rittmeisters im Regiment der Gardes du Corps Hans von Arnim (1849–1899) und dessen Ehefrau Catharina, geborene von Alvensleben aus dem Hause Hundisburg (1851–1892). Sein Großvater Oscar von Arnim-Kröchlendorff (1813–1903) war Mitglied des Preußischen Herrenhauses und des Deutschen Reichstages.
Seine Schulzeit verbrachte Detlev von Arnim zuerst am Pädagogium Putbus, dann wie sein Vater auf der Ritterakademie Brandenburg, nachher im Gymnasium Halberstadt sowie in Königsberg. Nach der Absolvierung des Abiturs am Grauen Kloster zu Berlin trat er eine Offizierslaufbahn beim Kürassier-Regiment „Königin“ (Pommersches) Nr. 2 der Preußischen Armee in Pasewalk an. Zudem erlernte er theoretisch und praktisch die Landwirtschaft, wonach er am 19. Dezember 1903 das eigene Gut in Kröchlendorff bewirtschaftete. Von August 1914 bis zu einer Verwundung im März 1918 nahm Arnim, zuletzt als Major, aktiv am Ersten Weltkrieg teil.
Von 1913 bis 1919 war er Mitglied im Bezirksausschuss von Potsdam.
Arnim war Fideikommissherr auf Kröchlendorff (seit 1492 in Familienbesitz) und Mittenwalde (seit 1847), Ruhhof und Kuhzersee (seit 1430) im Landkreis Templin, Bertikow (seit 1473) im Landkreis Angermünde, Bietikow (seit 1486) und der Woddower Heide (seit 1761) im Landkreis Prenzlau. Nicht ohne Grund war er also 1921 auch Mitglied im Auflösungsamt für Familiengüter in Berlin. 1923 bestand sein Besitz aus über 4900 ha Land.
Von 1926 bis 1928 war er stellvertretendes, von 1928 bis 1930 ordentliches Mitglied im Reichsrat. Für den Stahlhelm, Bund der Frontsoldaten war er Kreisführer von Templin.
Er war Mitglied des Deutschen Evangelischen Kirchenausschusses und des Kirchensenats der Evangelischen Kirche der altpreußischen Union sowie Vorsitzender des Verbands der Patrone der Evangelischen Kirchen in der Mark Brandenburg,. 1933 schloss er sich der Bekennenden Kirche an und war Mitglied im Bruderrat für die Provinz Brandenburg, im Bruderrat für die gesamte altpreußische Kirche sowie im Reichsbruderrat, dazu Mitglied im Hauptvorstand der Evangelisch-Lutherischen Vereinigung in Altpreußen und deren Vertreter im Lutherischen Rat sowie ab 1936 Vorsitzender des lutherischen Konvents der Bekenntnissynode der Deutschen Evangelischen Kirche. Außerdem war er von 1932 bis November 1933 Mitglied des Reichstags für die Deutschnationale Volkspartei (DNVP) und zehn Jahre Kommendator des Johanniterordens von Brandenburg. 1946 wurde er Ehrendomherr des Doms zu Brandenburg.
Arnim heiratete am 19. Juni 1903 auf Gut Züsedom seine entfernte Verwandte Bertha von Arnim (* 14. November 1883 auf Gut Züsedom; † 24. November 1946 in Berlin), die Tochter des königlich preußischen Kammerherrn Karl von Arnim (1846–1913), Hauptritterschaftsdirektor und Mitglied des preußischen Abgeordnetenhauses, und der Sophie Gräfin von Schwerin aus dem Haus Göhren (1851–1933).
Arnim bewohnte als Fideikommissherr das südwestlich von Prenzlau in der Uckermark 1848 von seinem Großvater Arnim (durch den bekannten Berliner Architekten Eduard Knoblauch) neu errichtete Schloss Kröchlendorff, das am 27. Mai 1945 durch die Sowjetunion enteignet wurde. Zuvor war Arnim mit seiner Familie im Winter 1944/1945 vor der Roten Armee geflohen.